# Chloantheae
Chloantheae Benth. & Hook.f., 1876 è una tribù di piante spermatofite dicotiledoni appartenenti alla famiglia delle Lamiaceae (ordine delle Lamiales), endemica dell'Australia.

## Etimologia
Il nome della tribù deriva dal suo genere tipo Chloanthes R. Br.  la cui etimologia deriva da due parole greche:  αυθος ( = verdastro, giallo-verde) e χλωρός (= fiore)  che insieme formano la parola fiore verdastro (riferendosi al colore del primo campione esaminato che sembrava di questo colore perché era secco).
Il nome scientifico della tribù è stato definito dai botanici inglesi George Bentham (22 settembre 1800 – 10 settembre 1884) e Sir Joseph Dalton Hooker (Halesworth, 30 giugno 1817 – Sunningdale, 10 dicembre 1911) nella pubblicazione "Genera Plantarum ad exemplaria imprimis in herbariis Kewensibus -  2: 1132." del 1876.

## Descrizione

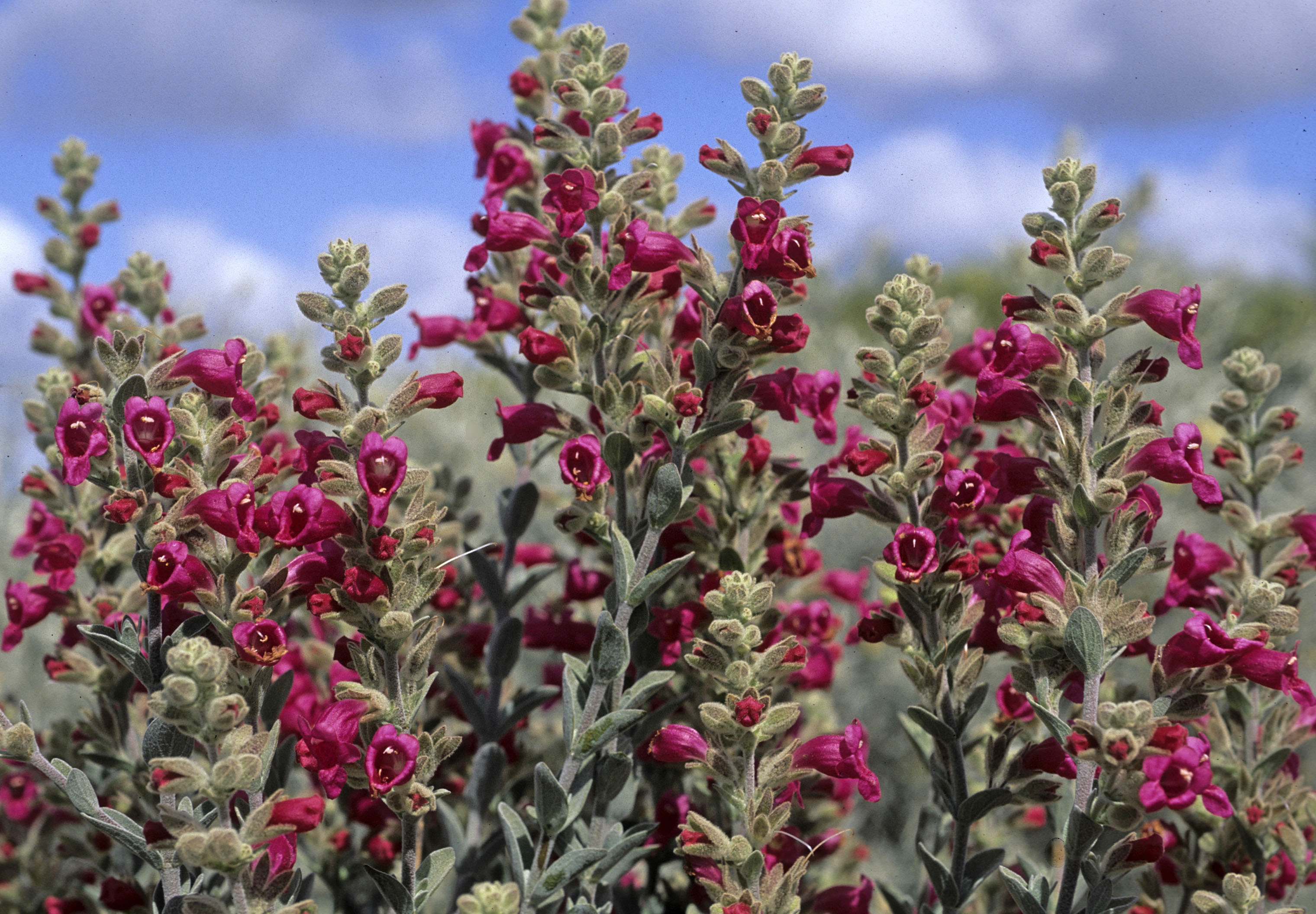
Il portamento
Dasymalla terminalis

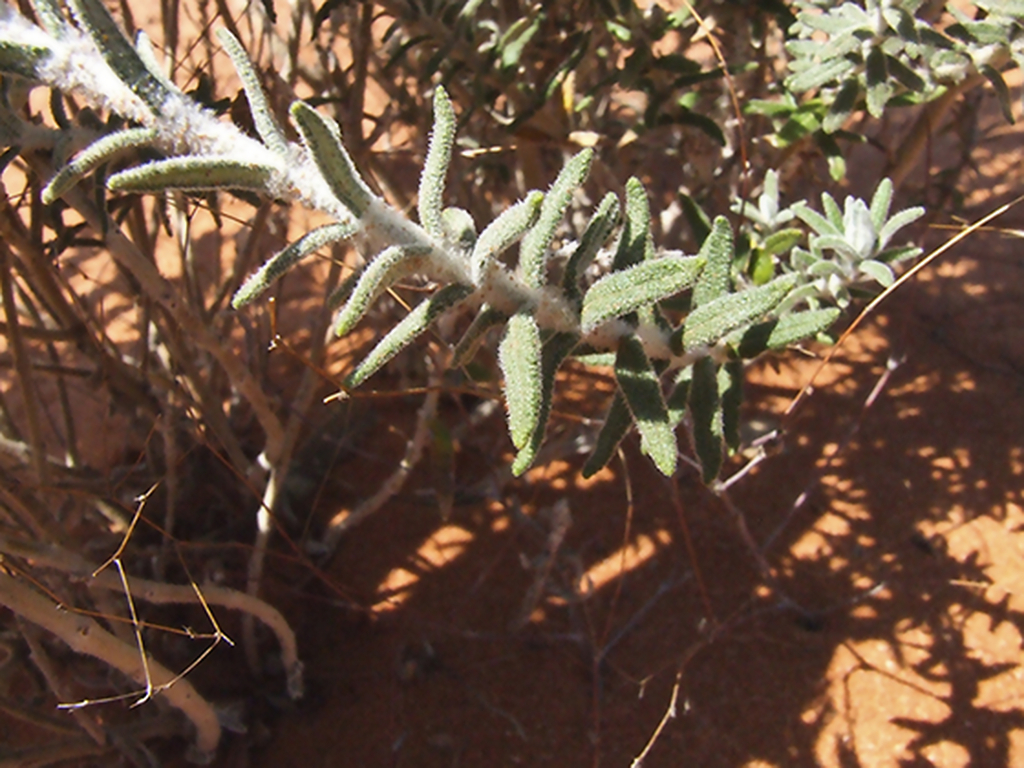
Le foglie
Dicrastylis verticillata

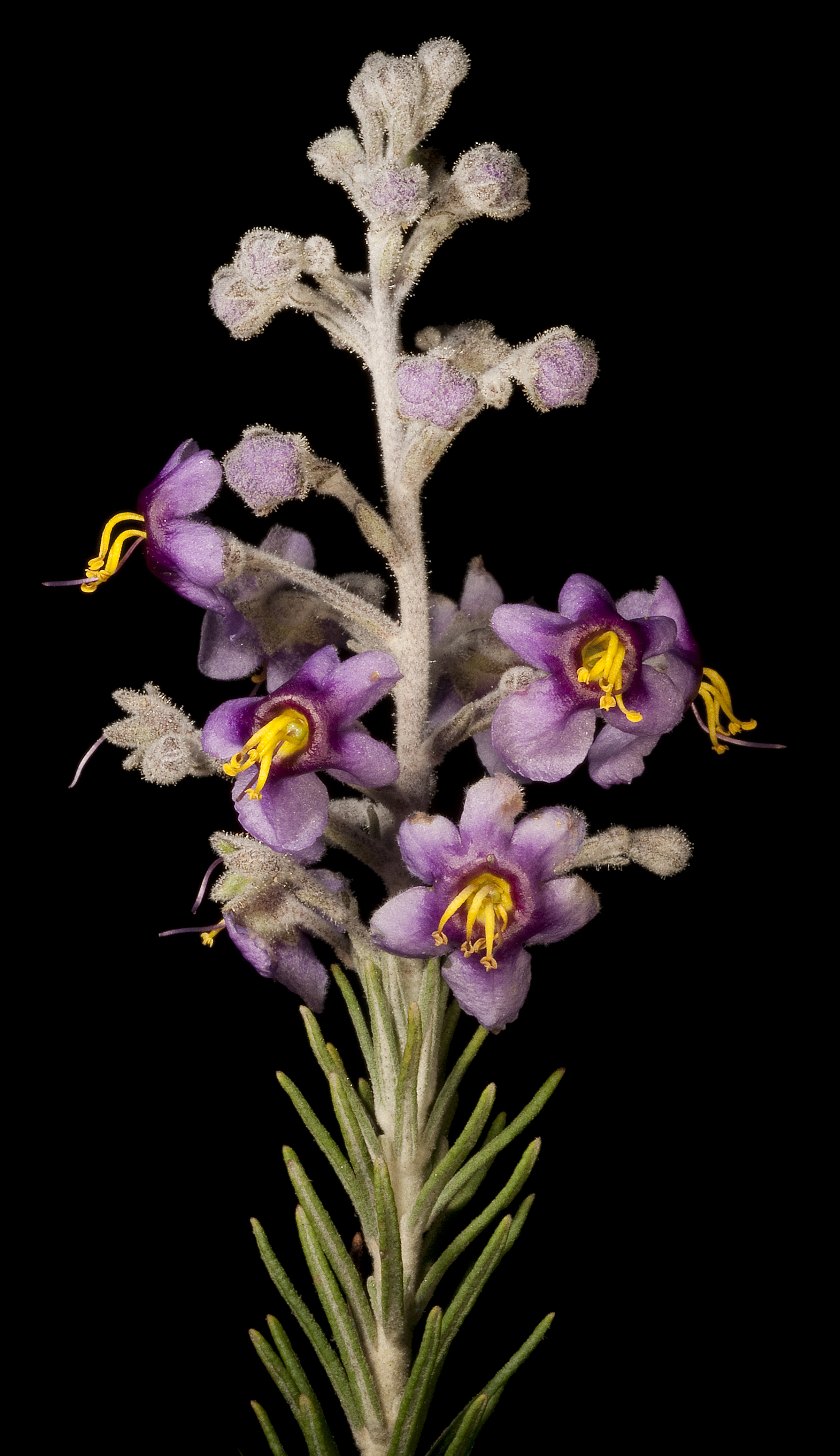
Infiorescenza
Brachysola coerula

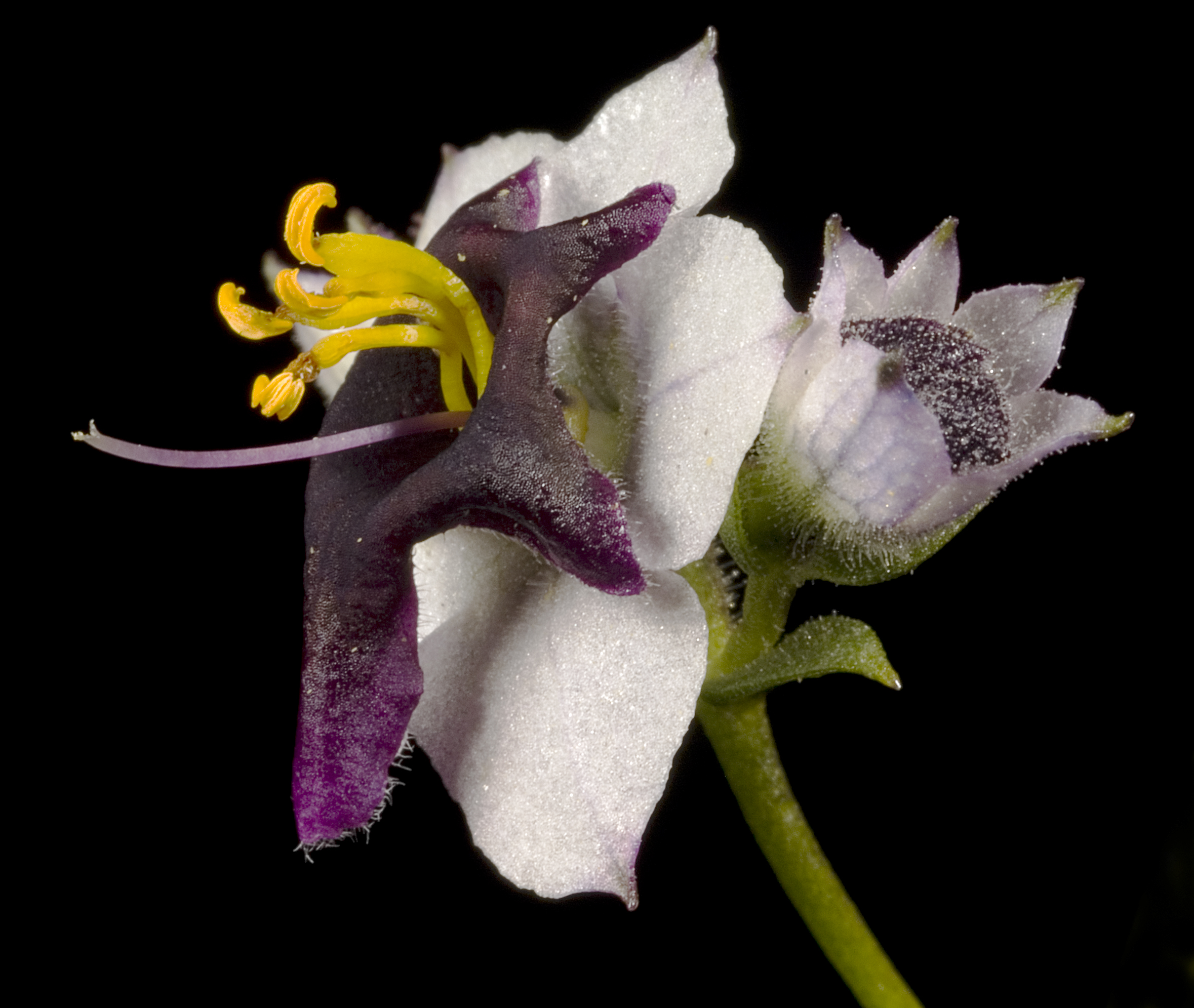
I fiori
Cyanostegia lanceolata

- Le specie di questa tribù hanno un portamento arbustivo (o subarbustivo) con cicli biologici perenni. Non sono piante aromatiche (come invece molte altre specie della famiglia). L'indumento spesso è lanoso formato da peli stellati o variamente ramificati (in Pityrodia sono presenti dei tricomi dendroidi mentre altre specie sono ricoperte da scaglie peltate; in Cyanostegia le specie sono glabre). La sezione dei fusti in genere è arrotondata, ma sono presenti anche fusti con sezione quadrangolare a causa della presenza di fasci di collenchima posti nei quattro vertici.[2][6][7][8]
- Le foglie lungo il fusto sono disposte in modo opposto e ogni verticillo è alternato rispetto al precedente; spesso la disposizione è tipo decussato. A volte i verticilli sono di 3 o 4 foglie. Sono picciolate o sessili, a volte decorrenti. La forma della lamina è intera con contorno da ovato a ellittico. La superficie può essere bollosa o rugosa.
- Le infiorescenze sono delle cime peduncolate di tipo tirsoide o tipo spiga, portate in vari verticilli ascellari sovrapposti lungo il fusto. Ogni verticillo è composto da alcuni fiori sessili (o brevemente pedicellati) poggianti su alcune brattee di tipo fogliaceo. Possono essere presenti delle bratteole (quasi sempre sono 2).
- I fiori sono ermafroditi, zigomorfi, tetrameri (4-ciclici), ossia con quattro verticilli (calice – corolla - androceo – gineceo) e pentameri (5-meri: la corolla e il calice sono a 5 parti).

- Formula fiorale. Per la famiglia di queste piante viene indicata la seguente formula fiorale:

X, K (5), [C (2+3), A 2+2] G (2), (supero), drupa, 4 nucule
- Calice: il calice è gamosepalo con base in genere tubulosa (o anche campanulata) e terminante con 5 lobi più o meno regolari (calice attinomorfo). In Mallophora e Physopsis i lobi sono 4 profondamente divisi; mentre in Newcastelia i lobi sono 6 e in Lachnostachys sono 8. La superficie del calice è pelosa; in alcuni casi è densamente lanosa.

- Corolla: la corolla gamopetala è un tubo con forme da cilindriche a imbuto o campanulate terminante con 5 lobi più o meno regolari (corolla attinomorfa come in Dicrastylis), oppure più usualmente è bilabiata (corolla zigomorfa) con struttura 2/3. In Mallophora e Physopsis i lobi sono 4; mentre in Newcastelia i lobi sono 6 e in Lachnostachys sono 8. Il tubo alla gola può essere più espanso. Il lobo mediano del labbro anteriore in genere è più largo. La superficie della corolla è pubescente. I colori sono bianco, malva pallido, verde bluastro, verde giallastro, rosso porpora o blu profondo.

- Androceo: l'androceo possiede da quattro a otto stami, ridotti a volte a due soli fertili e due staminoidi. In Dicrastylis gli stami sono 5; mentre in Newcastelia  sono 6;  in Lachnostachys gli stami sono 8. Gli stami sono adnati alla corolla e possono essere inseriti a metà corolla oppure vicino alla base del tubo della corolla. Gli stami sporgono oppure no dalla corolla. Le antere dorsofisse hanno due teche distinte e sono libere nella metà inferiore. I granuli pollinici sono del tipo tricolpato o esacolpato.

- Gineceo: l'ovario è supero formato da due carpelli saldati (ovario bicarpellare) ed è 4-loculare per la presenza di falsi setti divisori all'interno dei due carpelli. La placentazione è assile. Gli ovuli sono 4 (uno per ogni presunto loculo), hanno un tegumento e sono tenuinucellati (con la nocella, stadio primordiale dell'ovulo, ridotta a poche cellule). La forma è bilobata o non lobata. Lo stilo è inserito sopra l'ovario (stilopodio); lo stigma è normalmente bifido a due lobi (più o meno visibili).

- Il frutto è uno schizocarpo più o meno intero o lobato o composto da 2 o 4 nucule o mericarpi. Può essere secco e indeiscente.

## Riproduzione
- Impollinazione: l'impollinazione avviene tramite insetti tipo ditteri e imenotteri (impollinazione entomogama).[8][10]
- Riproduzione: la fecondazione avviene fondamentalmente tramite l'impollinazione dei fiori (vedi sopra).
- Dispersione: i semi cadendo a terra (dopo essere stati trasportati per alcuni metri dal vento – disseminazione anemocora) sono successivamente dispersi soprattutto da insetti tipo formiche (disseminazione mirmecoria).[11]  I semi hanno una appendice oleosa (elaisomi, sostanze ricche di grassi, proteine e zuccheri) che attrae le formiche durante i loro spostamenti alla ricerca di cibo.[12]

## Distribuzione e habitat
La tribù è endemica dell'Australia. L'habitat è relativo (almeno per alcuni generi) alle zone costiere dell'Australia Occidentale (tropicale nella zona costiera settentrionale e temperato a sud-ovest), del Queensland (caldo e umido), e del Nuovo Galles del Sud.

## Tassonomia
La famiglia di appartenenza della sottotribù (Lamiaceae), molto numerosa con circa 250 generi e quasi 7000 specie, ha il principale centro di differenziazione nel bacino del Mediterraneo e sono piante per lo più xerofile (in Brasile sono presenti anche specie arboree). Per la presenza di sostanze aromatiche, molte specie di questa famiglia sono usate in cucina come condimento, in profumeria, liquoreria e farmacia. La famiglia è suddivisa in 7 sottofamiglie; la tribù Chloantheae appartiene alla sottofamiglia Prostantheroideae Leurssen.

### Composizione della sottotribù
La sottotribù tradizionalmente è formata da 10 generi e circa 140 specie tutte endemiche dell'Australia:
- Brachysola (F. Muell.) Rye, 2000 (2 specie)
- Chloanthes R. Br., 1810 (4 specie)
- Cyanostegia Turcz., 1849 (5 specie)
- Dicrastylis J.L. Drumm. ex Harv., 1855 (26 specie)
- Hemiphora F. Muell., 1882 (una specie: Hemiphora elderi (F. Muell.) F. Muell.)
- Lachnostachys Hook., 1842 (6 specie)
- Mallophora Endl., 1838 (2 specie)
- Newcastelia F. Muell., 1856 (12 specie)
- Physopsis Turcz., 1849 (3 specie)
- Pityrodia R. Br., 1810 (circa 40 specie)

Per alcuni Autori il genere Mallophora è incluso in Dicrastylis; mentre il genere Pityrodia è parafiletico e alcune sue parti dovrebbero essere descritte all'interno dei generi Chloanthes e Hemiphora e anche circoscritte in nuovi generi (vedere paragrafo "Filogenesi").

### Filogenesi

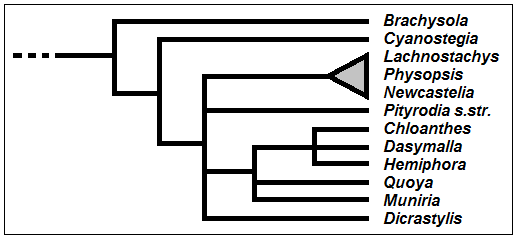
Cladogramma della tribù

La tribù Chloantheae è monofiletica con il genere Brachysola in posizione "gruppo fratello" del resto dei generi. Monofiletici sono anche i generi Chloanthes, Cyanostegia, Dicrastylis e Mallophora. Un clade, debolmente sostenuto, contenente Newcastelia, Physopsis e Lachnostachys non è ancora risolto sufficientemente da un punto di vista filogenetico. Un recente studio sul genere Pityrodia ha dimostrato la sua parafilia e propone di ripristinare i generi Dasymalla Endl., 1839 e Quoya Gaudich., 1828. Al primo genere vengono assegnate 5 specie di Pityrodia, mentre al secondo ne vengono assegnate 7, sempre prese da Pityrodia. Lo stesso studio propone di ampliare il genere Hemiphora con quattro specie precedentemente incluse in Pityrodia e di creare un nuovo genere Muniria N.Streiber & B.J.Conn, 2011 con quattro specie presenti nel "Territorio del Nord" (sempre in Australia) che in precedenza erano di Pityrodia.
Il cladogramma a lato, tratto dallo studio citato e semplificato, mostra la struttura interna della tribù con i nuovi generi acquisiti.

### Chiave per i generi della tribù
Per meglio comprendere ed individuare i generi della tribù, l’elenco seguente utilizza in parte il sistema delle chiavi analitiche (vengono cioè indicate solamente quelle caratteristiche utili a distingue un genere dall'altro):
- Gruppo 1A: i fiori sono attinomorfi e isomeri (il calice e la corolla hanno lo stesso numero di elementi); la corolla è più o meno regolare con 4 - 8 lobi; gli stami sono 4 - 8;

- Gruppo 2A: il perianzio ha 4 lobi;

- Gruppo 3A: le infiorescenza sono delle dense spighe; gli stami sono inclusi nel tubo corollino; lo stilo è intero e non è lobato;

- Physopsis.

- Gruppo 3B: le infiorescenza sono delle teste capitate o solitarie o raccolte in panicoli corimbosi; gli stami sporgono poco dal tubo corollino; lo stilo è brevemente bilobato;

- Mallophora.

- Gruppo 2B: il perianzio ha 5 - 8 lobi;

- Gruppo 4A: la corolla di norma ha 5 lobi; lo stilo termina con due profondi bracci;

- Dicrastylis.

- Gruppo 4B: la corolla di norma ha 6 - 8 lobi; lo stilo è intero oppure molto minutamente dentellato nella parte finale;

- Gruppo 5A: la corolla è distintamente lobata; gli stami sono inseriti tra i lobi della corolla e sporgono oppure no dalla stessa;

- Newcastelia.

- Gruppo 5B: il tubo della corolla è troncato e privo di lobi; gli stami sono inseriti in un anello all'interno del tubo della corolla e sporgono dalla stessa;

- Lachnostachys.

- Gruppo 1B: i fiori sono zifomorfi e eteromeri (la corolla è per lo più bilabiata o con 5 lobi ineguali); gli stami sono 4 o solo 2 sono fertili;

- Gruppo 6A: le foglie sono decorrenti;

- Chloanthes.

- Gruppo 6B: le foglie non sono decorrenti;

- Gruppo 7A: gli stami fertili sono 2, il paio anteriore è ridotto a degli staminoidi;

- Hemiphora.

- Gruppo 7B: gli stami fertili sono 4 (gli staminoidi non sono presenti);

- Gruppo 8A: il calice alla fruttificazione è visibilmente allargato e dentato; i filamenti degli stami sono dilatati nel terzo finale;

- Cyanostegia.

- Gruppo 8B: il calice alla fruttificazione non cambia e non è dentato; i filamenti sono uniformemente larghi per tutta la loro lunghezza;

- Gruppo 9A: le foglie e i rami sono ricoperti di peli ramificati; la corolla è tubolare con la faccia interna ricoperta di peli; gli stami sono inseriti a meta del tubo della corolla; le antere alla base hanno delle appendici; l'ovario è peloso; il frutto è formato da 2 mericarpi;

- Pityrodia.

- Gruppo 9B: le foglie e i rami sono ricoperti di peli stellati; la corolla è ampia con la faccia interna glabra; gli stami sono inseriti alla base del tubo della corolla; le antere sono prive di appendici; l'ovario è glabro; il frutto è formato da 4 mericarpi;

- Brachysola.

In base alla revisione del genere Pityrodia il Gruppo 9A prosegue nel seguente modo:
- Gruppo 10A: il paio abassiale delle antere ha i loculi per lo più ridotti in fertilità, mentre il paio adassiale ha i loculi privi di appendici; i frutti, tipo drupa, normalmente indeiscenti, sono racchiusi nel calice persistente;

- Quoya.

- Gruppo 10B:  le antere sono tutte fertili; i frutti sono secchi e non sono racchiusi nel calice e possono essere sia indeiscenti che deiscenti;

- Gruppo 11A: la sezione dei rami si presenta distintamente quadrangolare; l'ovario e i frutti a maturazione sono formati longitudinalmente da 4 lati; i frutti trasversalmente hanno delle callosità o creste;

- Muniria.

- Gruppo 11B: la sezione dei rami è più o meno arrotondata; l'ovario e i frutti a maturazione hanno delle facce più o meno lisce, senza creste;

- Gruppo 12A: i frutti sono deiscenti e sempre si dividono in due mericarpi senza gobbe;

- Pityrodia.

- Gruppo 12B: i frutti sono indeiscenti con estese gobbe;

- Dasymalla.

## Alcune specie

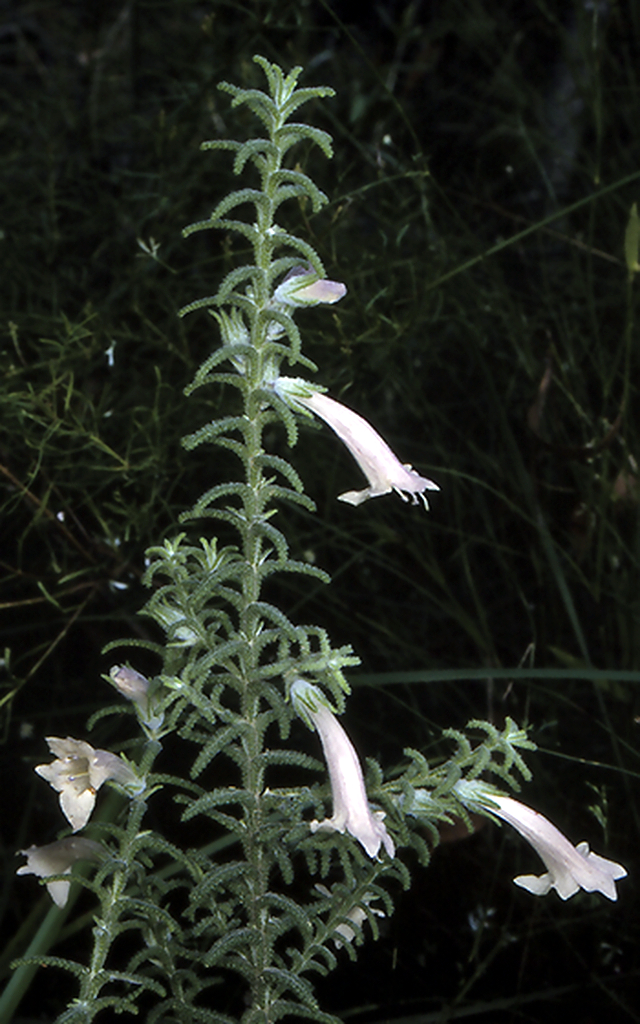
Chloanthes stoechadis
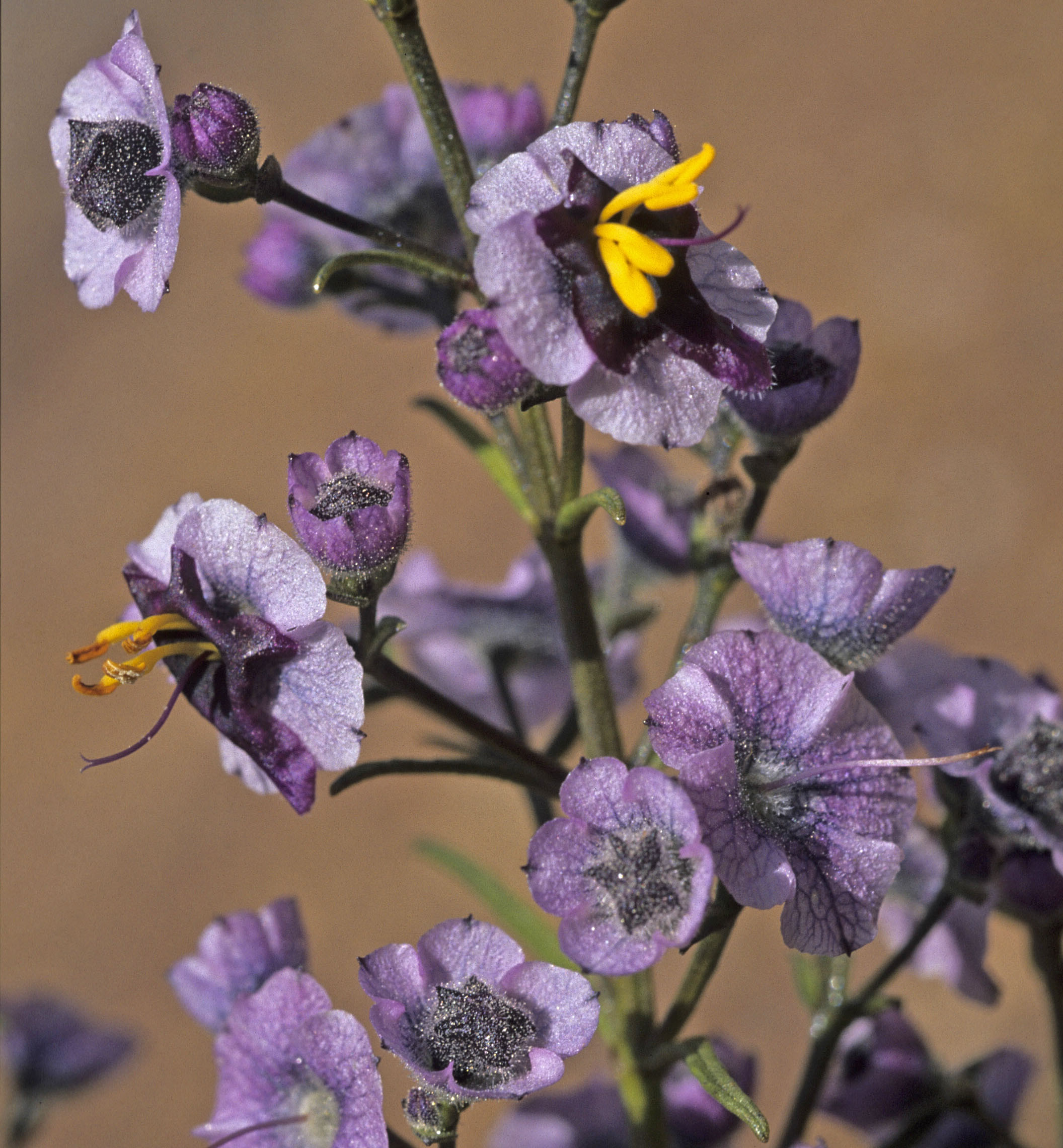
Cyanostegia angustifolia
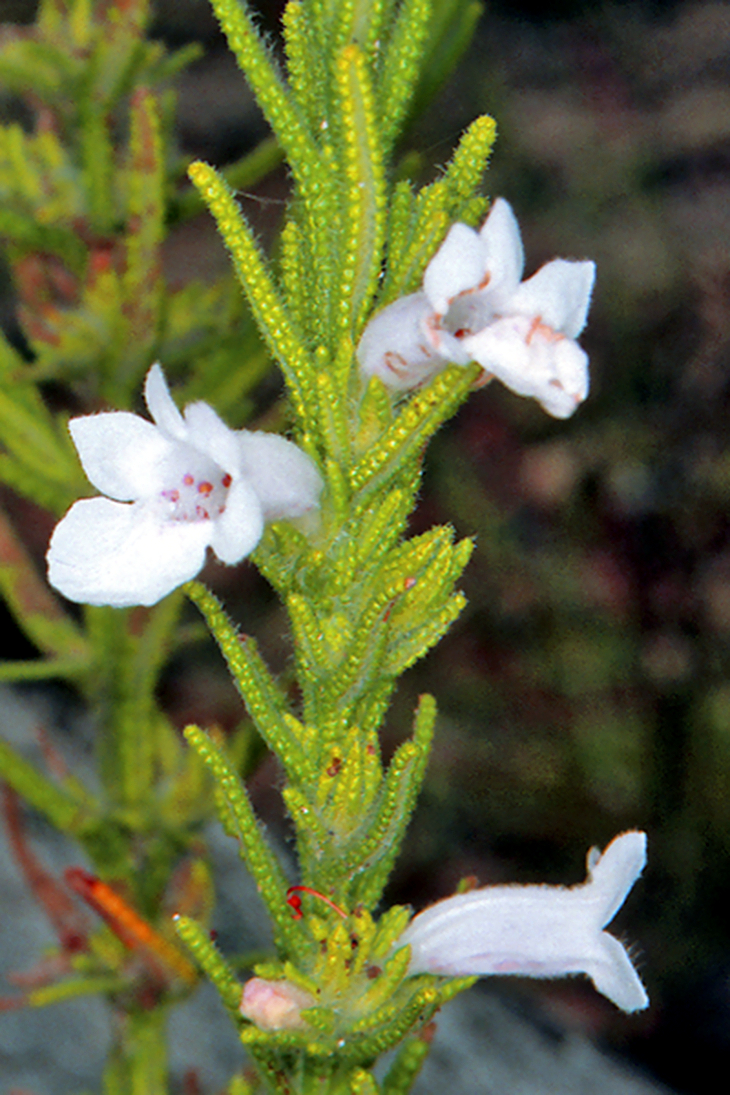
Chloanthes parviflora
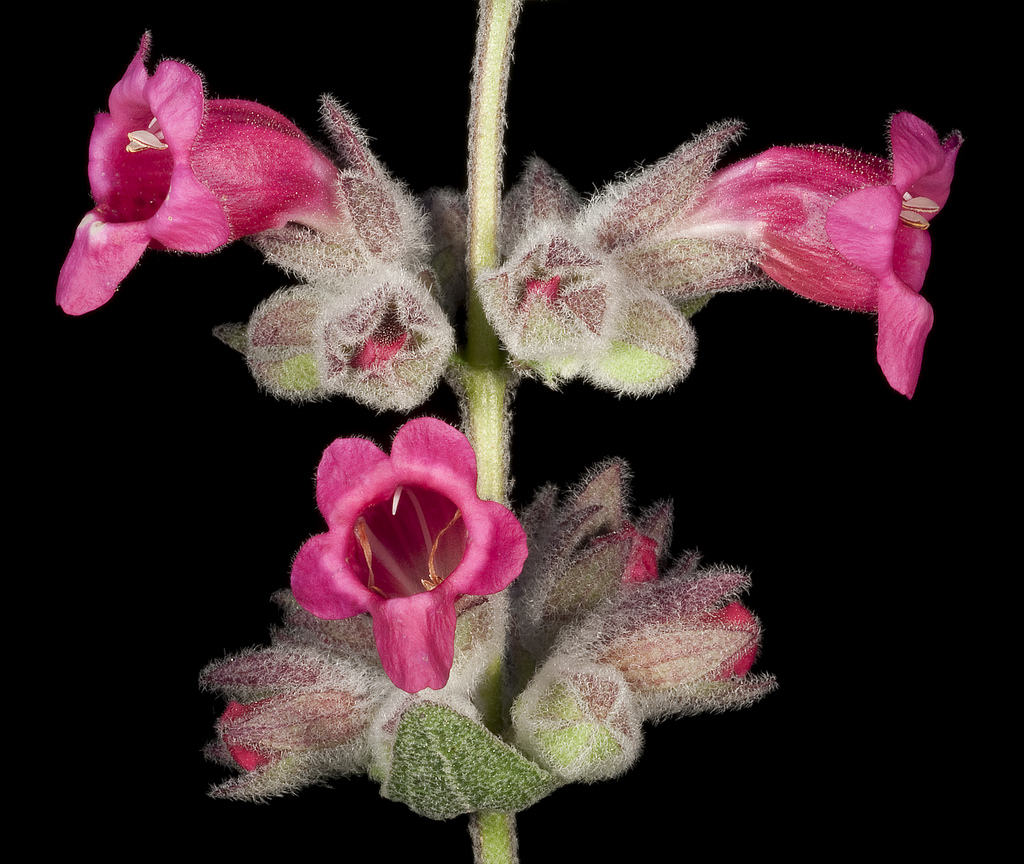
Dasymalla terminalis
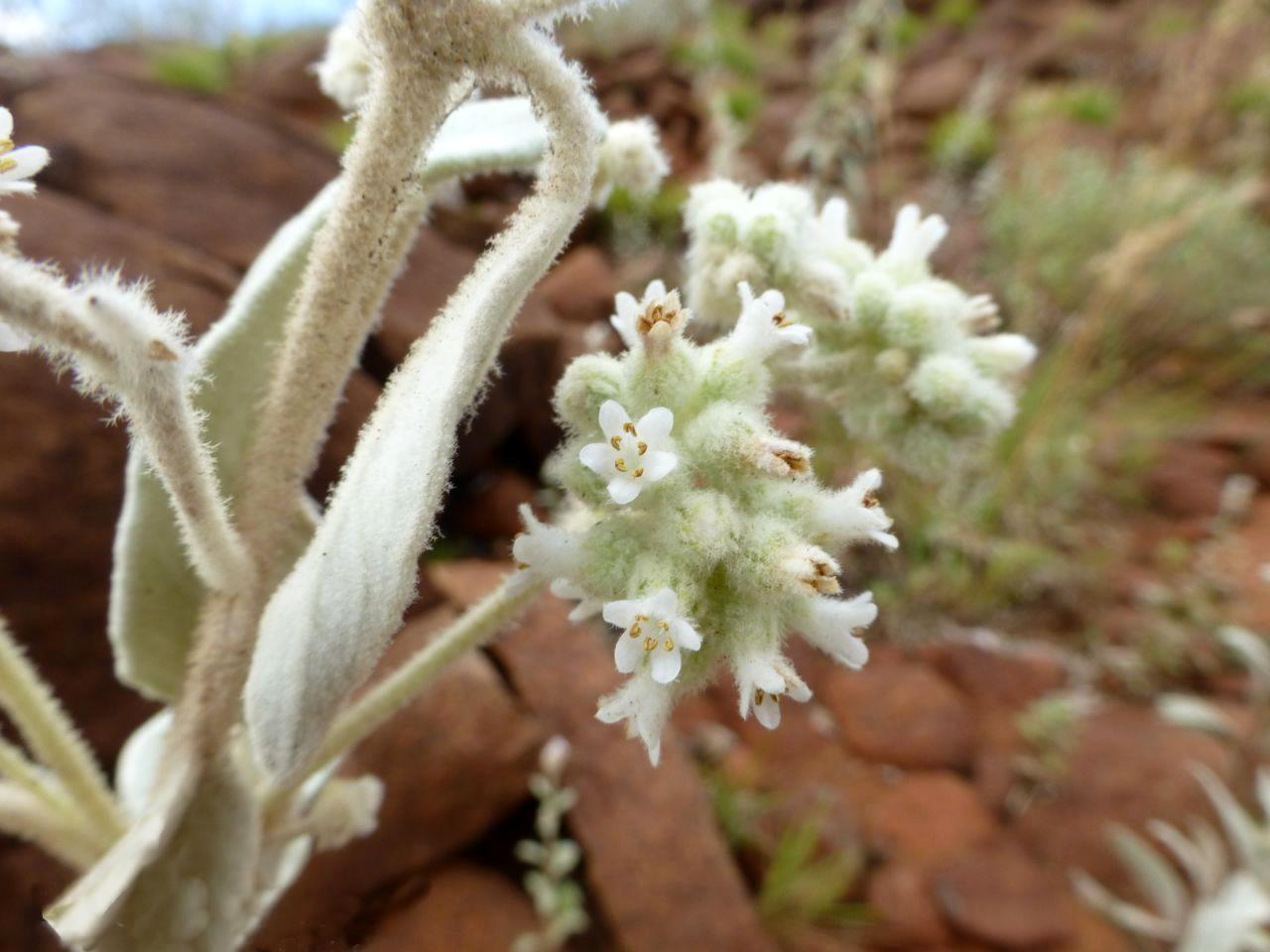
Dicrastylis gilesii
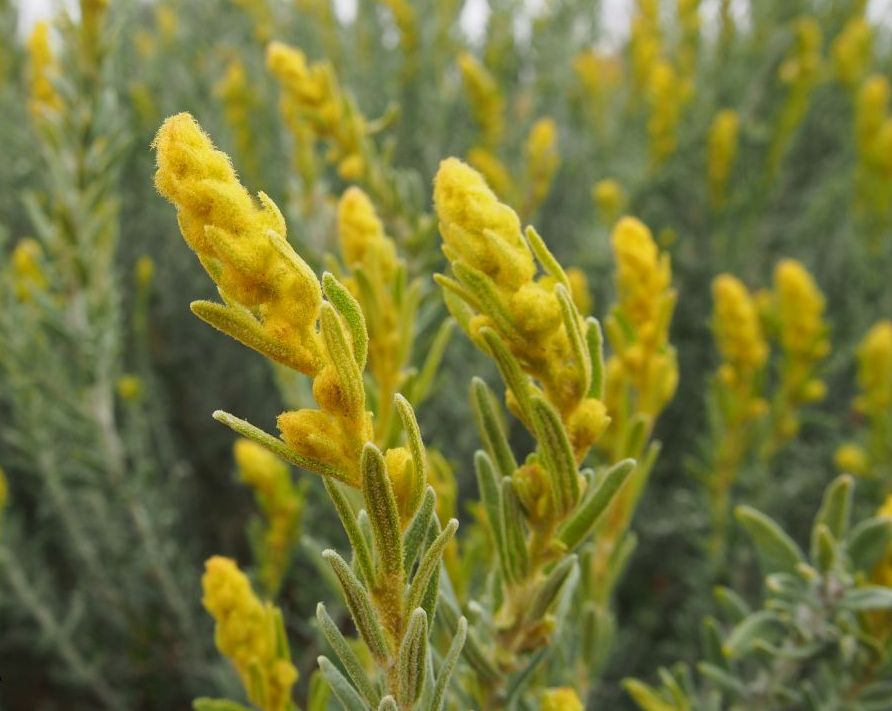
Dicrastylis beveridgei
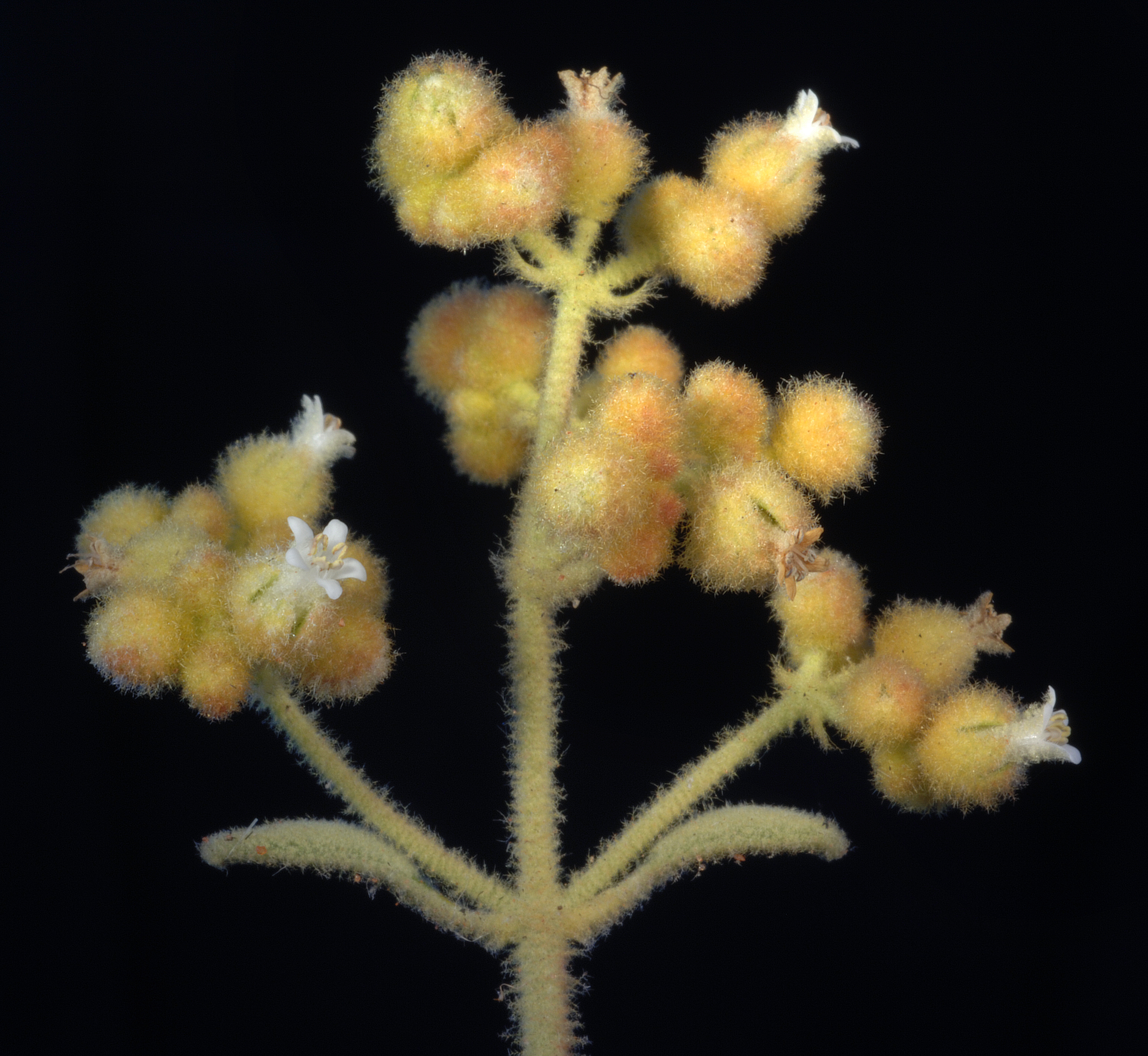
Dicrastylis exsuccosa
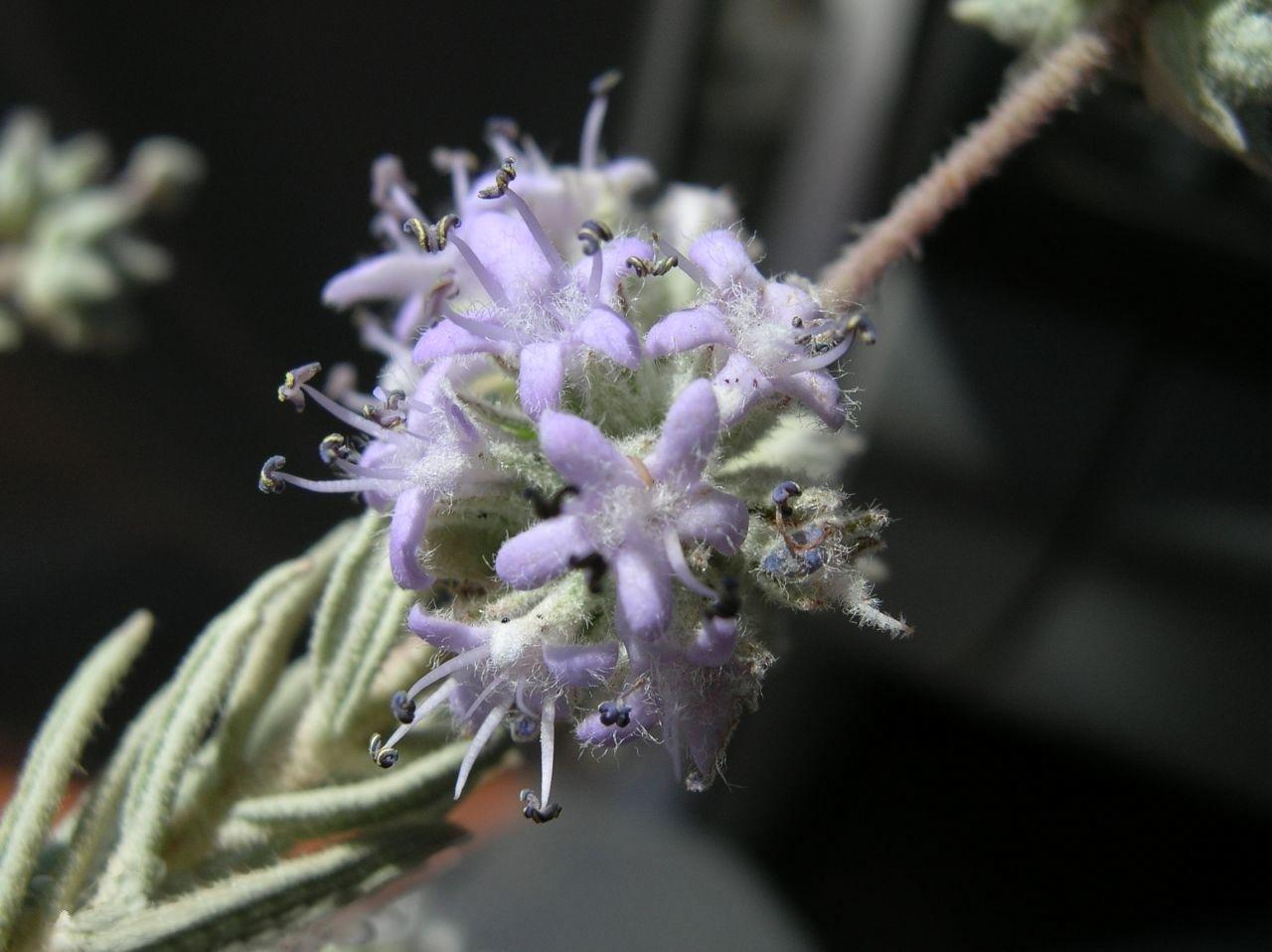
Dicrastylis lewellinii
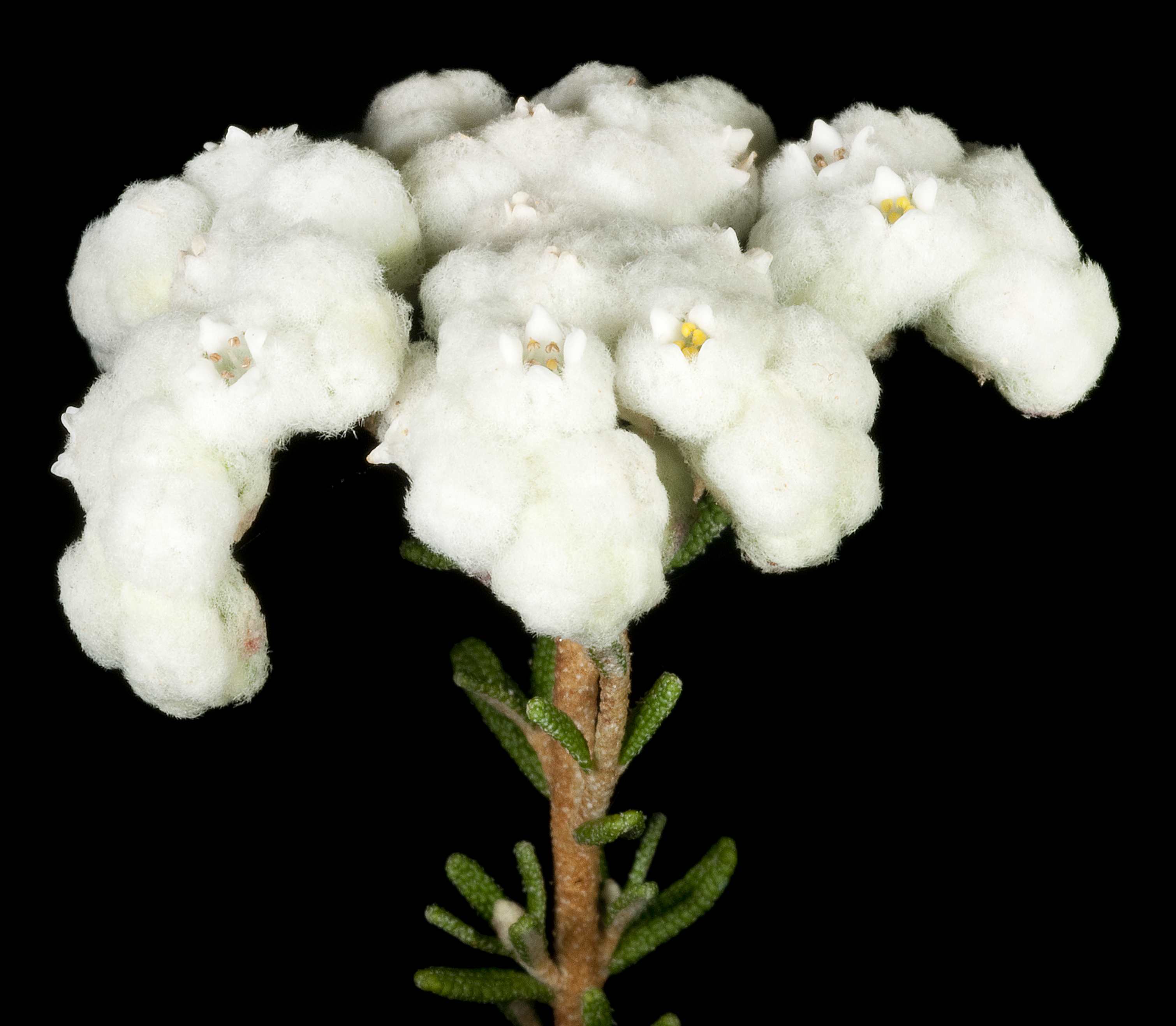
Dicrastylis rugosifolia
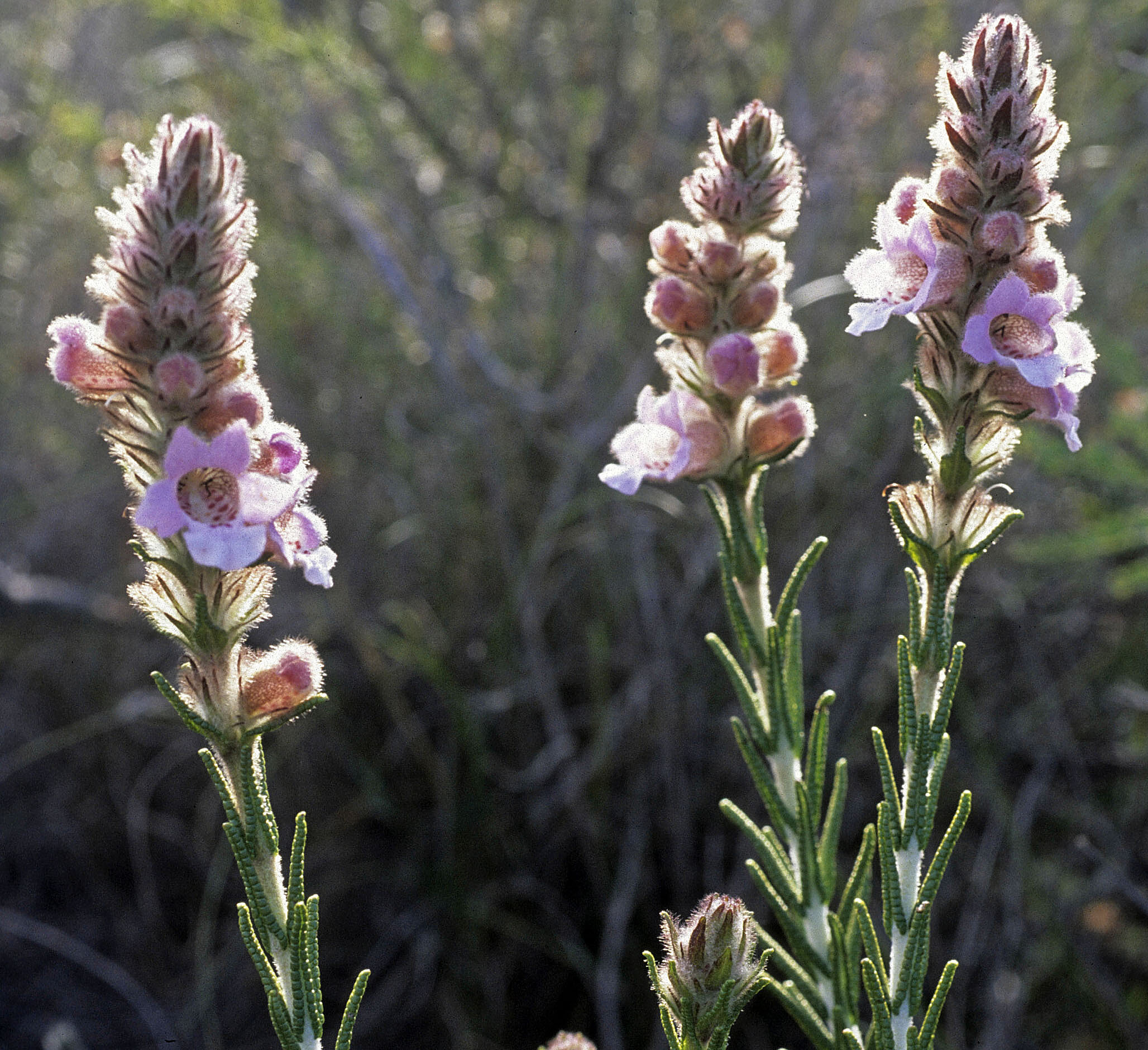
Hemiphora bartlingii
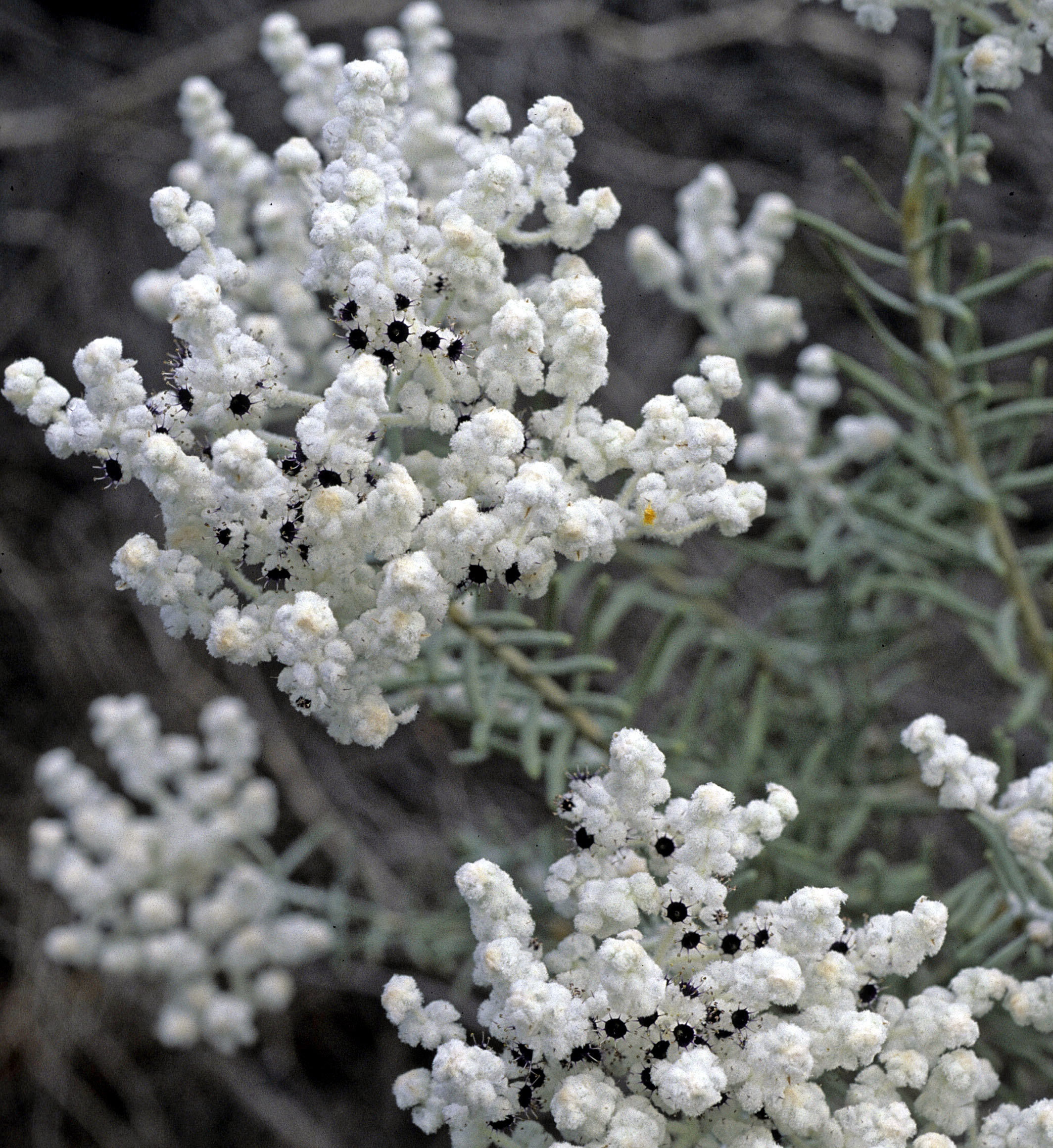
Lachnostachys eriobotrya
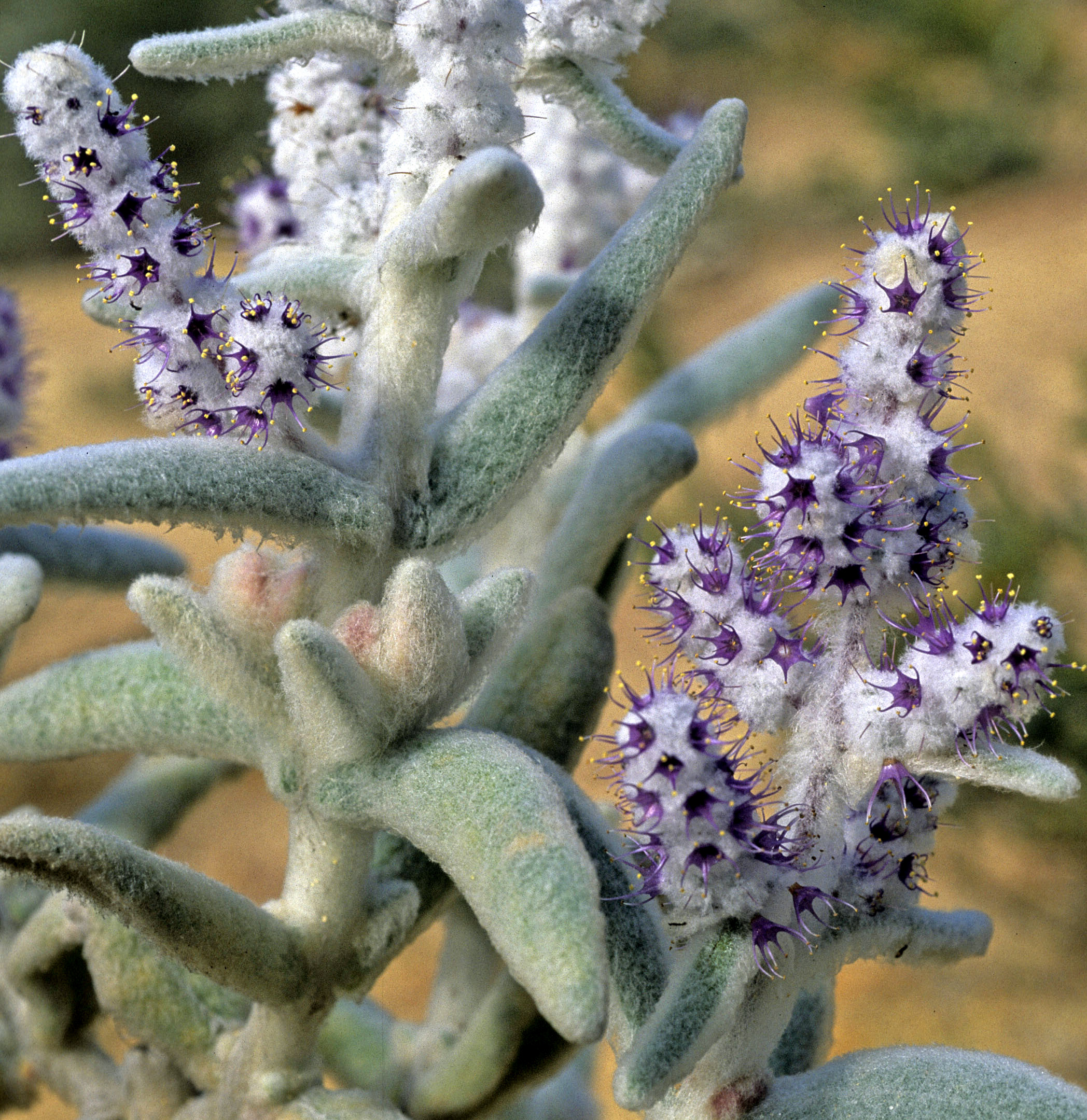
Lachnostachys verbasciflolia
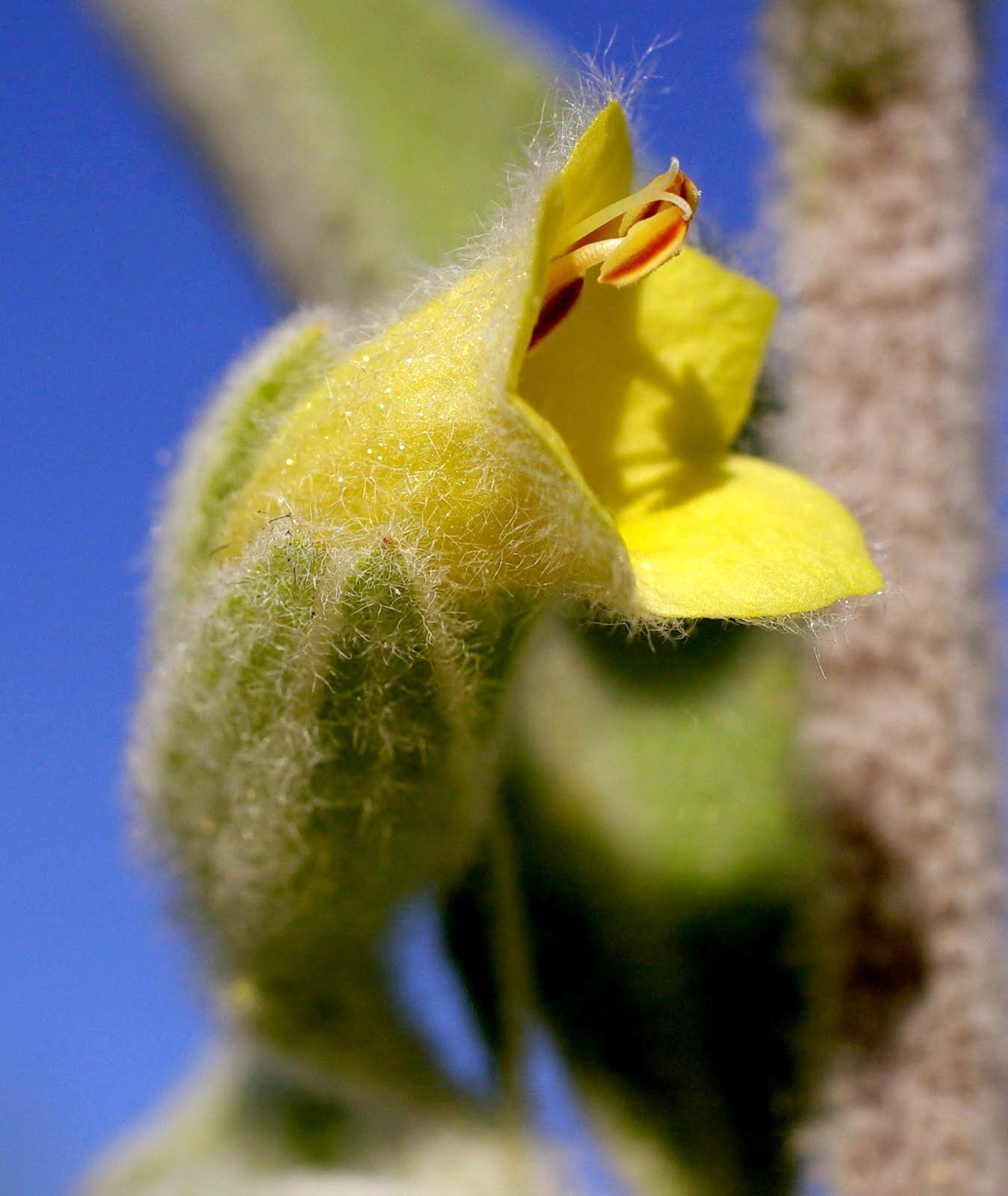
Muniria quadrangula
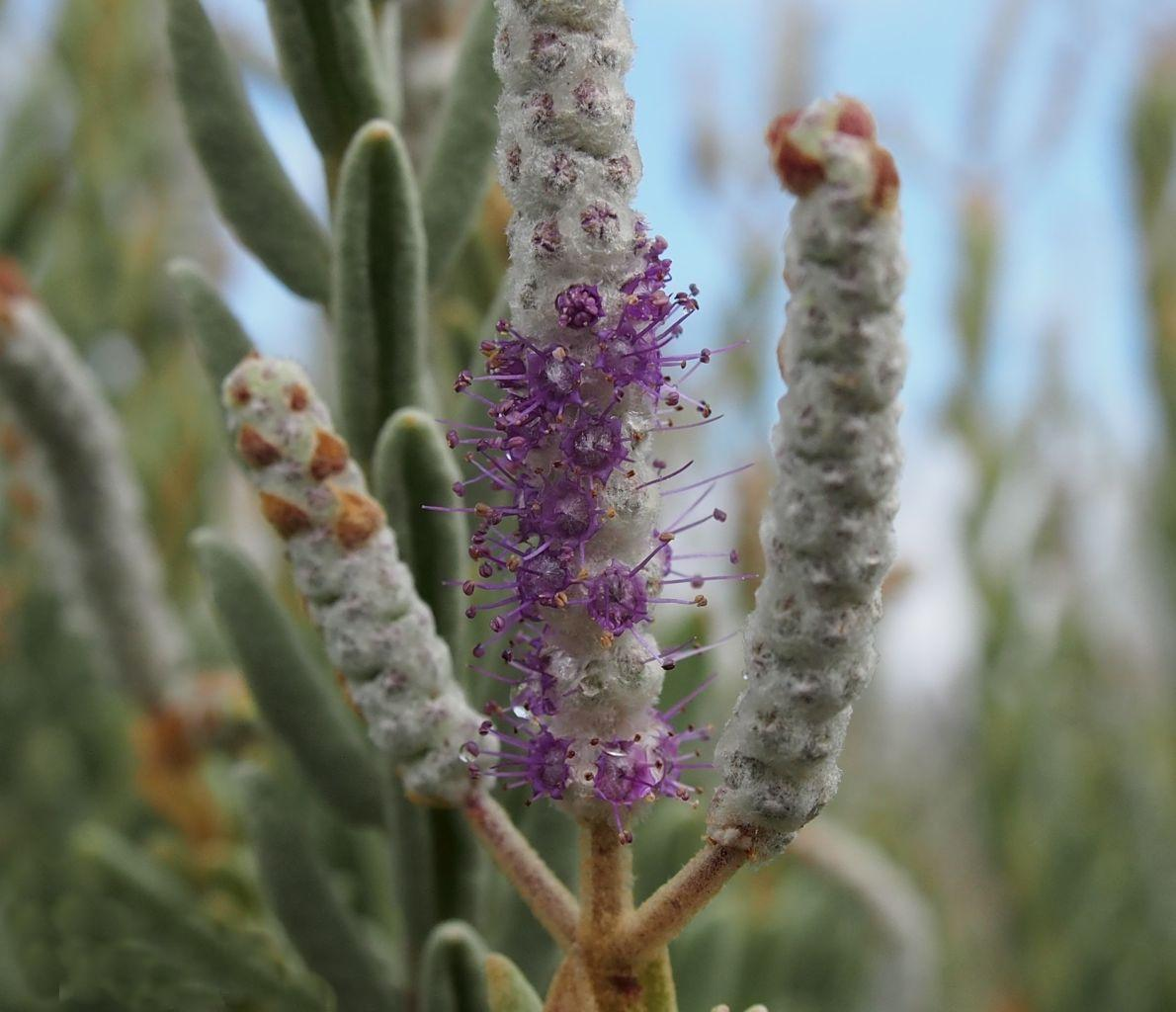
Newcastelia bracteosa
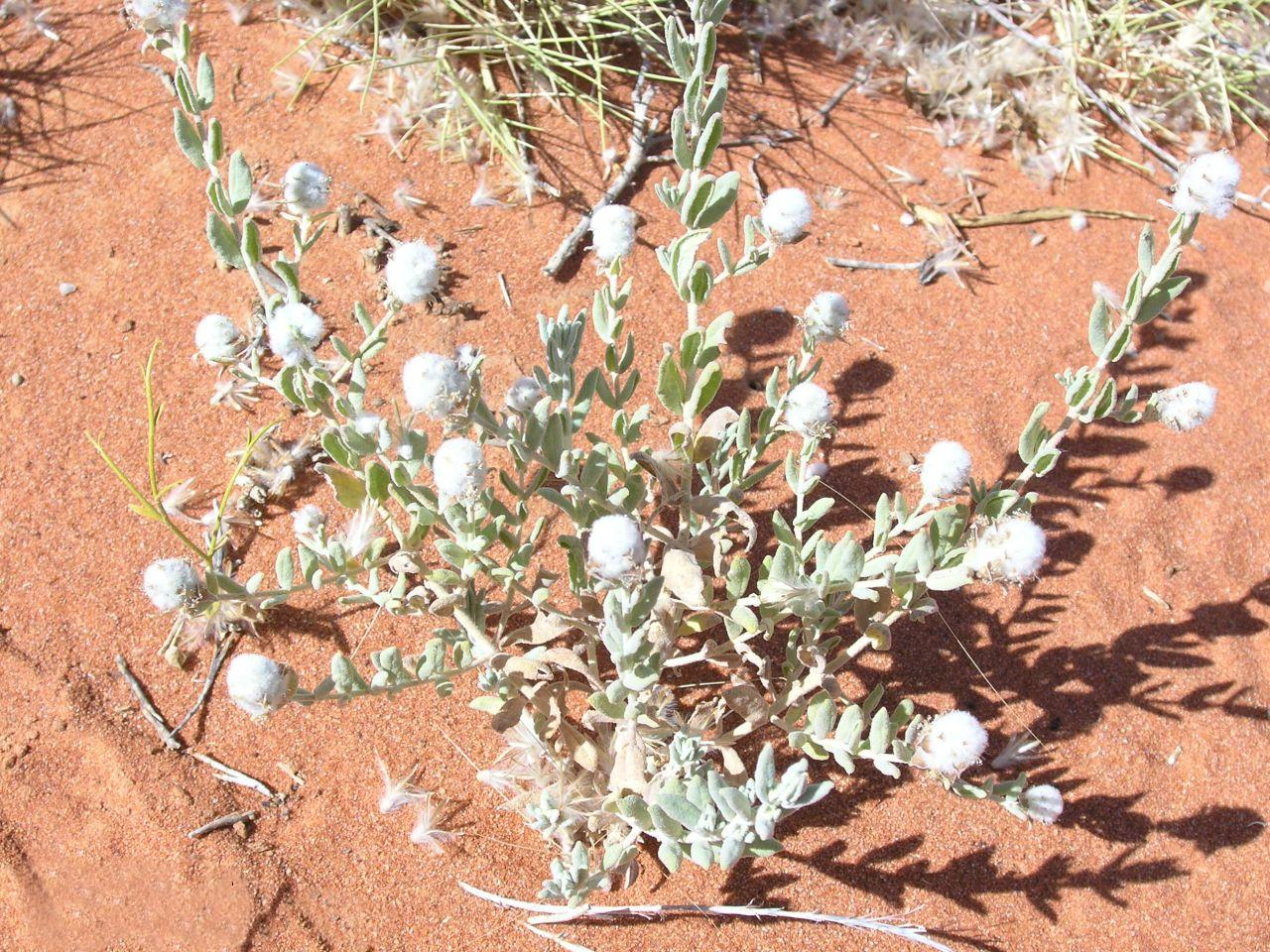
Newcastelia cephalantha
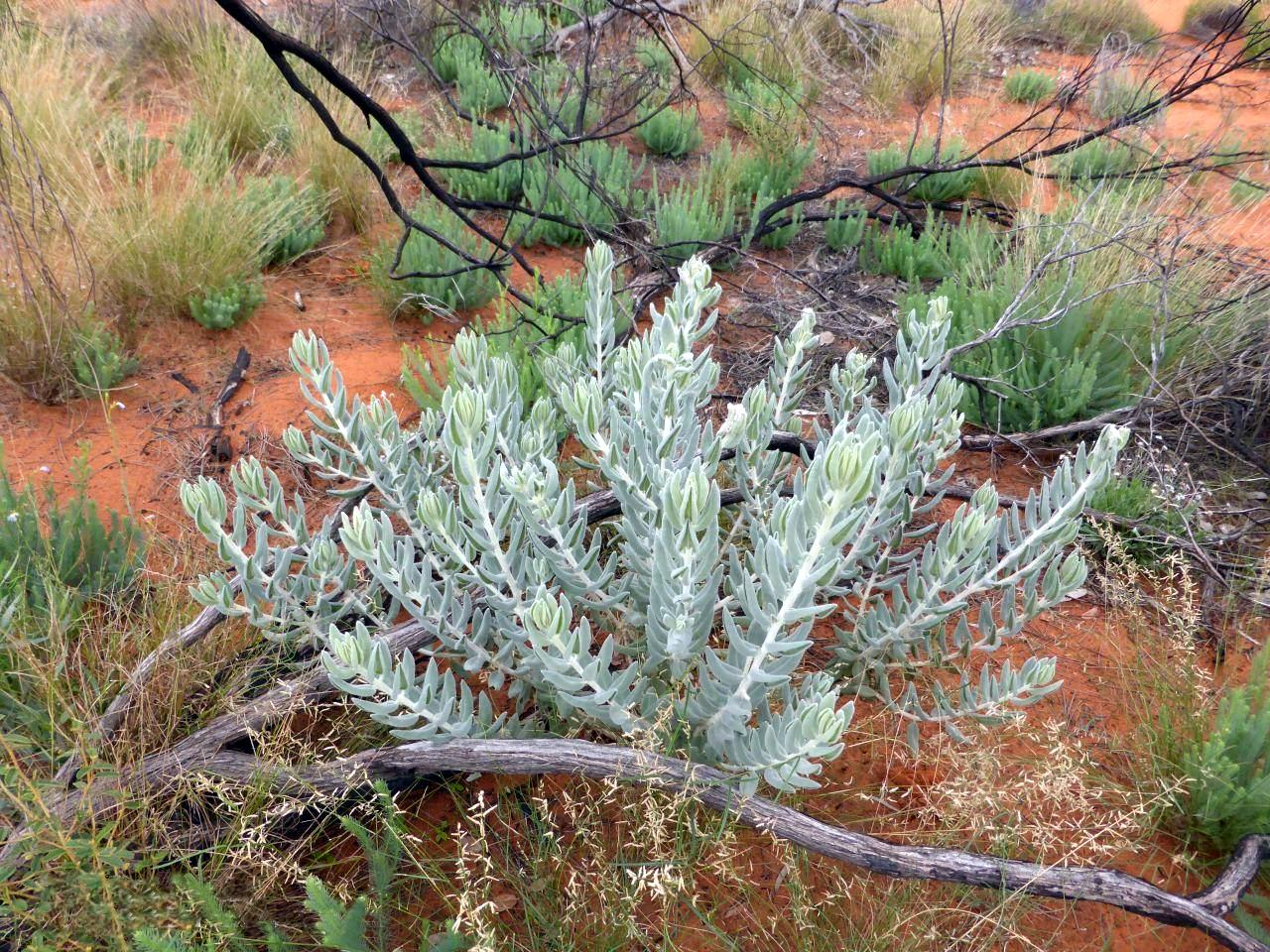
Newcastelia spodiotricha
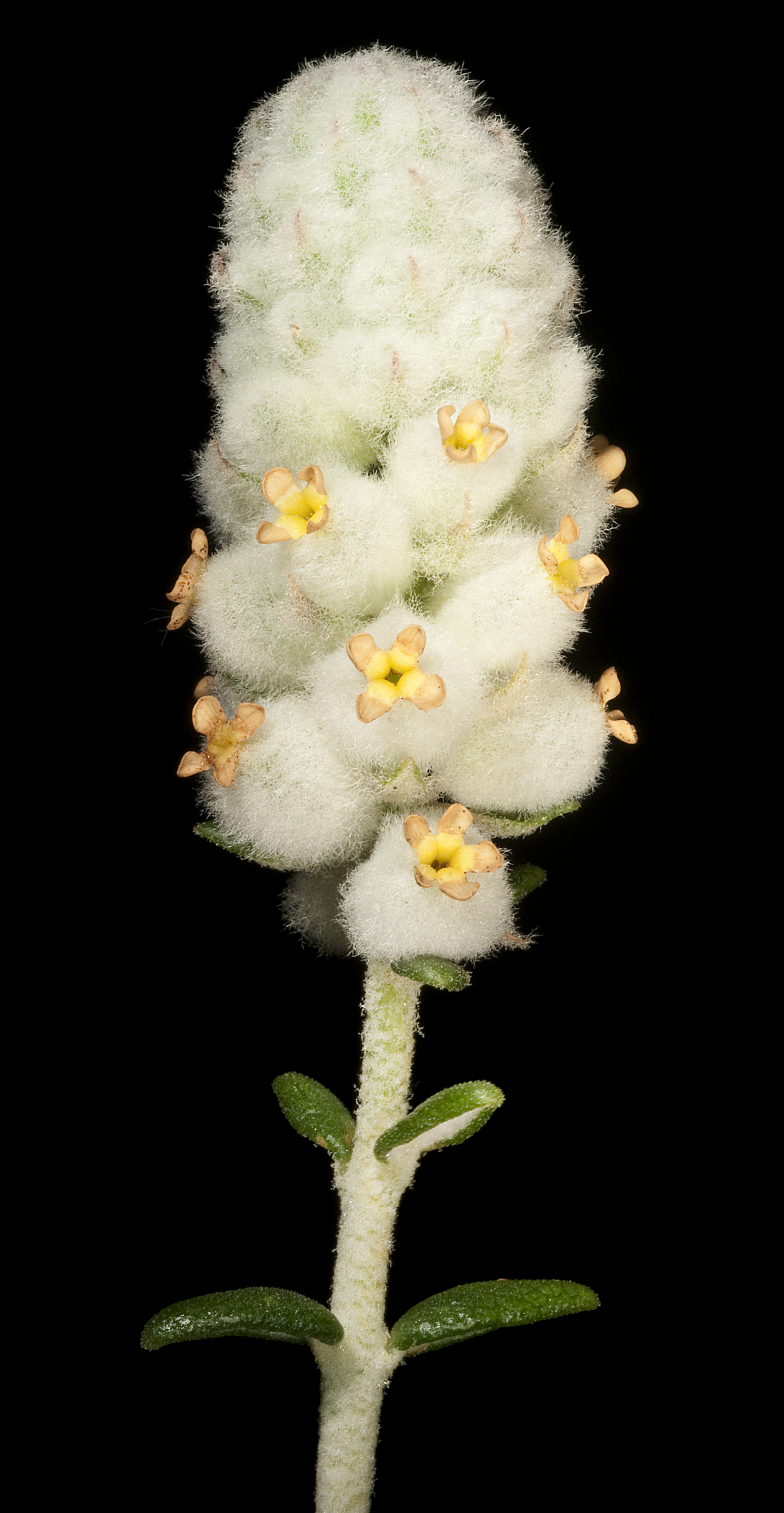
Physopsis spicata
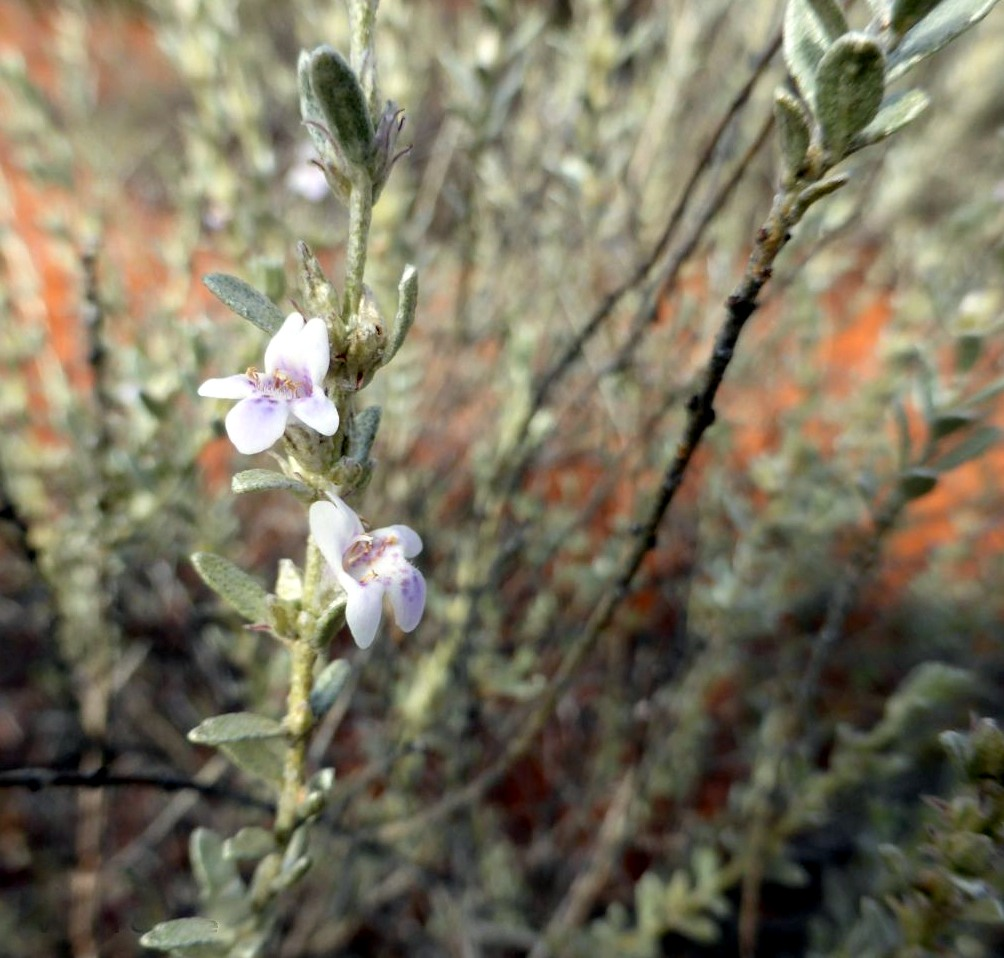
Pityrodia loricata
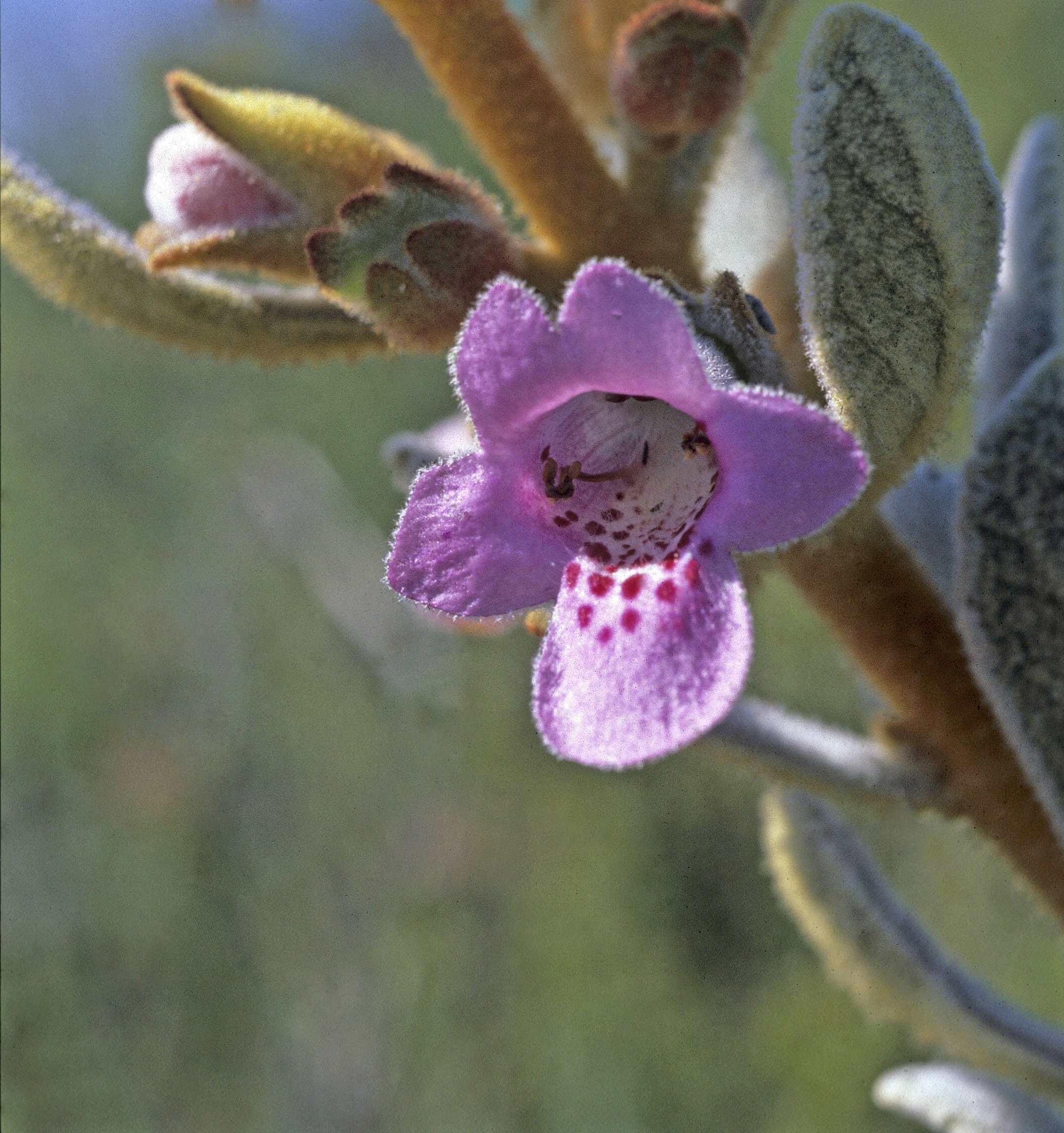
Quoya oldfieldii